# فرانکنشتاین (راینلاند-فالتس)
فرانکنشتاین (به آلمانی: Frankenstein) یک شهر در آلمان است که در Landkreis Kaiserslautern واقع شده‌است. فرانکنشتاین ۱٬۰۷۲ نفر جمعیت دارد.